# Пећ
Пећ (алб. Pejë или Peja) је градско насеље и седиште истоимене општине у Србији, које се налази на западу Косова и Метохије и припада Пећком управном округу. Према попису из 2024. био је 41.171 становник.
Налази се на Пећкој Бистрици, притоци реке Бели Дрим и код Проклетија на истоку. Руговска клисура је једна од најдужих и најдубљих клисура у Европи која се налази око три километра од града Пећ. Град се налази 250 km северно од Тиране, 150 km северозападно од Скопља и 280 km од Подгорице.
У средњем веку град је био седиште Српске православне цркве од 13. века. Манастир Пећка патријаршија је део Унескове Светске баштине средњовековних споменика на Косову.

## Име
Сматра се да је назив Пећ највероватније повезан са оближњим пећинама са Руговске клисуре, које су служиле као пустињске ћелије српских православних монаха. У дубровачким средњовековним документима, српски назив града понекад се преводи као форно, што значи пећ на италијанском језику. Током владавине Османског царства, град се на османском турском звао İpek. Облик албанског назива је Peja и неодређени Pejë. Други називи града укључују латински Pescium и грчки Episkion (Επισκιον).

## Историја
Први запис о насељу Пећ се јавља у Жичкој повељи 1220. године као месту у жупи Хвосно са засеоцима Црни Врх, Стапези, Требовитићи, Горажда Вас, Накл Вас, Челпеци. Пре тога, у римском периоду, на месту данашњег града постојало је насеље које је представљало значајну раскрсницу путева и звало се Сипарунта, а за време византијске владавине било је познато под називом Анаусаро. У касном византијском добу почиње да преовладава назив Ждрело или Ждрелник асоцирајући на предео хвосновске котлине и кланца Руговске клисуре. Руговска клисура са мноштвом својих пећина, које су одувек имале насеобински карактер, а у раном добу владавине Немањића, утицала је на све чешћи помен и коришћење имена Пекь. У 13. веку насеље се развијало брзо, посебно када је наследник Светог Саве, архиепископ Арсеније, изабрао Пећ за место боравка и подигао цркву Св. Апостола, која је касније за успомену добила име Св. Спаса. У 14. веку га помињу Дубровчани и Которани који су имали своје трговачке колоније у Пећи. Године 1378. се помиње караван „in novam montem pec et prizren“.
Био је седиште српске цркве, прво организоване као архиепископија, а затим и као патријаршија (од 1346. године када је цар Душан прогласио Српско царство). Град је тада уживао многе повластице српских владара и добијао богате поклоне од њих и страних великаша. Град је био везан за архиепископа (касније патријарха) и био је под директном његовом влашћу. Одликовао се богатом и разноврсном архитектуром. У Пећи производило много артикала, почевши од прехрамбених и одевних до предмета високе уметничке вредности. Тада су у граду радили најбољи мајстори филиграни, ковачи, кројачи и други. За поглавара српске цркве се ковао посебан новац, а такође се производила свила. Град је био чувен ван граница тадашње српске државе по узгајању и производњи шафрана који се користио и као зачин и као боја за тканину.
После Боја на Косову, 1389. године, Пећ је био под влашћу Балшића, а потом је припао Српској деспотовини. Турци су коначно освојили Пећ средином 15. века, чиме је на овом подручју означен почетак бројних промена, укључујући и промену имена у Ипек (Ipek). За подручје северне Метохије, Турци су основали посебан Пећки санџак. Позната је прва побуна, тј. устанак против Османлија 1455. године који је крваво угушен. Град је насељен бројним турским породицама, чији многи потомци и даље живе у овим пределима, и попримио је упадљиво оријентални карактер са уским улицама, широким чаршијама, кућама балканског архитектонског наслеђа. Град је такође добио исламски карактер изградњом неколико џамија, од којих су многе саграђене на темељима православних богомоља или су православне богомоље претваране у исламске. Једна од њих је Бајракли џамија коју су Турци подигли тако што су цркву Ружицу претворили у исламску богомољу у 15. веку.
Петовековној османској владавини дошао је крај 1912. године, током Првог балканског рата, када је Краљевина Црна Гора ослободила град, који је заједно са околним местима и већим делом Метохије прукључен Црној Гори. На том подручју је потом основана Пећка област, која је била подељена на три капетаније (Пећка, Ђаковичка, Источка). Крајем 1915. године, током Првог светског рата, град су заузели Аустријанци. Након 1918. године, Пећ је постала део Краљевине Срба, Хрвата и Словенаца и средиште Метохијског округа (1918-1922).
На попису 1912. године у Пећи било је 519 кућа православних Срба, 334 кућа Срба муслимана, 1204 кућа Арбанаса муслимана, 30 кућа Арбанаса католика и 41 кућа Турака.
Град је био део Зетске области (1922-1929), а затим је био у саставу Зетске бановине (1929-1941). Електрично осветљење је уведено 1. новембра 1934, када је установљен и срески суд, освећена нова зграда гимназије, довршена пољопривредна школа, започета градња железничке станице, довршавани канали за наводњавање Метохије – до 1937. је изграђено 90 км канала. Први пробни воз на прузи из Приштине стигао је у Пећ 26. децембра 1935. Станична зграда је изграђена у стилу Пећке патријаршије, од камена "оникса", од каквог је прављен и дедињски двор. Пруга до Косова Поља, одн. Приштине, пуштена је у саобраћај 12. јула 1936. Те године је доведена и вода са руговског извора Црна вода - али многи је нису користили због сујеверја. Просецање главне улице је почело тек 1938, калдрмисана је догодине; варош је тада имала 18.400 становника, била је највећа у Зетској бановини.
Почевши од 1945. године, град је био део Аутономне косовско-метохијске области у саставу НР Србије, највеће федералне јединице у ФНР Југославији. Све до 1959. године, град је био седиште Пећког среза, а потом је постао центар нове Општине Пећ.
Односи између Срба и Албанаца, који су постали већинско становништво града у 20. веку, често су били напети, што је дошло до врхунца током рата на Косову 1999, када је град тешко оштећен, а српско и црногорско становништво највећим делом протерано из града. Даљу штету град је претрпео у насилним етничком погрому српског становништва марта 2004. године.
Поред манастира Пећке патријаршије у непосредној близини Пећи се налази и манастир Високи Дечани који је уз поменуту столицу српских патријараха стављен под заштиту УНЕСКО-а. Ту је и манастир Светог Преображења из 14. века у селу Будисавци, 17 km од града.
Иницијативом Рашко-призренског митрополита Нићифора Перића, у Пећи је почетком 20. века основан "Фонд Чудотворне иконе". Гимназија у Пећи је основана 1913. године, а 1999. је остала без српских ђака и професора који су у Гораждевцу наставили са радом.

## Географија

### Локација
Град се налази у западној Метохији, близу Руговске клисуре. Ругова је планински регион који се простире кроз северозападни део града Пећ и позната је по својој природној лепоти и приступу планинама. Национални парк Проклетије је у поступку заштите, а иницијатива да се Проклетије прогласе националним парком је почела 1970. године

### Администрација
Општина покрива површину од 603 km², заједно са градом Пећ и 79 насеља, која су подељена у 70 катастарских општина. Од 2011, цела општина има има 96.450 становника, од којих око 50.000 живи у граду Пећ. У граду постоје две туристичко-информативне канцеларије, једна у центру насупрот хотела Дукађини и једна на улазу у клисуру Ругова.

### Клима
| Клима Пећ (1961–1990)                                 | Клима Пећ (1961–1990) | Клима Пећ (1961–1990) | Клима Пећ (1961–1990) | Клима Пећ (1961–1990) | Клима Пећ (1961–1990) | Клима Пећ (1961–1990) | Клима Пећ (1961–1990) | Клима Пећ (1961–1990) | Клима Пећ (1961–1990) | Клима Пећ (1961–1990) | Клима Пећ (1961–1990) | Клима Пећ (1961–1990) | Клима Пећ (1961–1990) |
| Показатељ \ Месец                                     | .Јан.                 | .Феб.                 | .Мар.                 | .Апр.                 | .Мај.                 | .Јун.                 | .Јул.                 | .Авг.                 | .Сеп.                 | .Окт.                 | .Нов.                 | .Дец.                 | .Год.                 |
| ----------------------------------------------------- | --------------------- | --------------------- | --------------------- | --------------------- | --------------------- | --------------------- | --------------------- | --------------------- | --------------------- | --------------------- | --------------------- | --------------------- | --------------------- |
| Апсолутни максимум, °C (°F)                           | 15,4 (59,7)           | 22,6 (72,7)           | 25,0 (77)             | 28,0 (82,4)           | 31,5 (88,7)           | 35,8 (96,4)           | 38,2 (100,8)          | 35,9 (96,6)           | 34,1 (93,4)           | 28,3 (82,9)           | 22,9 (73,2)           | 18,9 (66)             | 38,2 (100,8)          |
| Максимум, °C (°F)                                     | 2,8 (37)              | 6,0 (42,8)            | 10,9 (51,6)           | 16,1 (61)             | 20,9 (69,6)           | 24,1 (75,4)           | 26,5 (79,7)           | 26,4 (79,5)           | 22,7 (72,9)           | 16,9 (62,4)           | 10,1 (50,2)           | 4,5 (40,1)            | 15,7 (60,3)           |
| Просек, °C (°F)                                       | −0,5 (31,1)           | 2,1 (35,8)            | 6,4 (43,5)            | 11,2 (52,2)           | 15,9 (60,6)           | 19,0 (66,2)           | 21,1 (70)             | 20,8 (69,4)           | 17,2 (63)             | 11,8 (53,2)           | 5,9 (42,6)            | 1,2 (34,2)            | 11,1 (52)             |
| Минимум, °C (°F)                                      | −3,6 (25,5)           | −1,5 (29,3)           | 2,0 (35,6)            | 6,1 (43)              | 10,3 (50,5)           | 13,3 (55,9)           | 15,0 (59)             | 14,8 (58,6)           | 11,5 (52,7)           | 6,8 (44,2)            | 2,3 (36,1)            | −1,8 (28,8)           | 6,3 (43,3)            |
| Апсолутни минимум, °C (°F)                            | −24,8 (−12,6)         | −19,3 (−2,7)          | −13,6 (7,5)           | −3,8 (25,2)           | 0,6 (33,1)            | 3,5 (38,3)            | 6,7 (44,1)            | 5,2 (41,4)            | −1,2 (29,8)           | −4,8 (23,4)           | −15,3 (4,5)           | −15,2 (4,6)           | −24,8 (−12,6)         |
| Количина падавина, mm (in)                            | 85,9 (3,382)          | 71,5 (2,815)          | 65,2 (2,567)          | 67,2 (2,646)          | 68,2 (2,685)          | 53,0 (2,087)          | 54,7 (2,154)          | 48,0 (1,89)           | 52,1 (2,051)          | 75,3 (2,965)          | 118,2 (4,654)         | 91,4 (3,598)          | 850,7 (33,492)        |
| Дани са падавинама (≥ 0.1 mm)                         | 12,0                  | 12,3                  | 11,3                  | 11,5                  | 13,0                  | 13,2                  | 9,9                   | 8,7                   | 8,1                   | 9,5                   | 12,3                  | 13,3                  | 135,1                 |
| Дани са снегом                                        | 8,1                   | 6,0                   | 3,7                   | 0,6                   | 0,0                   | 0,0                   | 0,0                   | 0,0                   | 0,0                   | 0,1                   | 2,0                   | 6,5                   | 27,0                  |
| Релативна влажност, %                                 | 81                    | 75                    | 68                    | 63                    | 64                    | 64                    | 60                    | 60                    | 67                    | 73                    | 81                    | 83                    | 70                    |
| Сунчани сати — месечни просек                         | 69,5                  | 93,3                  | 143,0                 | 172,0                 | 207,8                 | 257,7                 | 274,3                 | 264,9                 | 206,3                 | 152,6                 | 86,8                  | 55,3                  | 1.983,5               |
| Извор: Republic Hydrometeorological Service of Serbia |                       |                       |                       |                       |                       |                       |                       |                       |                       |                       |                       |                       |                       |

## Становништво
Према попису из 1981. године град је био већински насељен Албанцима. Након рата 1999. године Срби и Црногорци напуштају Пећ након чега су систематски уништавана њихова гробља.
У порти храма Светог Атанасија Великог у насељу „Плави хоризонти” 22. октобра је освештан споменик са исписаним именима 167 Пећанаца настрадалих од 1998. до 2003. године током насиља УЧК над Србима.
| Етнички састав према попису из 1961.‍ | Етнички састав према попису из 1961.‍ | Етнички састав према попису из 1961.‍ | Етнички састав према попису из 1961.‍ | Етнички састав према попису из 1961.‍ |
| ------------------------------------ | ------------------------------------ | ------------------------------------ | ------------------------------------ | ------------------------------------ |
|                                      |                                      |                                      |                                      |                                      |
| Албанци                              | Албанци                              |                                      | 16.582                               | 58,5%                                |
| Црногорци                            | Црногорци                            |                                      | 6.572                                | 23,1%                                |
| Срби                                 | Срби                                 |                                      | 3.556                                | 12,5%                                |
| Муслимани                            | Муслимани                            |                                      | 702                                  | 2,5%                                 |
| Укупно: 28.351                       |                                      |                                      |                                      |                                      |

| Етнички састав према попису из 1981.‍ | Етнички састав према попису из 1981.‍ | Етнички састав према попису из 1981.‍ | Етнички састав према попису из 1981.‍ | Етнички састав према попису из 1981.‍ |
| ------------------------------------ | ------------------------------------ | ------------------------------------ | ------------------------------------ | ------------------------------------ |
|                                      |                                      |                                      |                                      |                                      |
| Албанци                              | Албанци                              |                                      | 36.660                               | 67,3%                                |
| Црногорци                            | Црногорци                            |                                      | 7.039                                | 12,9%                                |
| Муслимани                            | Муслимани                            |                                      | 4.153                                | 7,6%                                 |
| Срби                                 | Срби                                 |                                      | 3.837                                | 7%                                   |
| Роми                                 | Роми                                 |                                      | 2.272                                | 4,2%                                 |
| Укупно: 54.497                       |                                      |                                      |                                      |                                      |

| Етнички састав према попису из 2011.‍ | Етнички састав према попису из 2011.‍ | Етнички састав према попису из 2011.‍ | Етнички састав према попису из 2011.‍ | Етнички састав према попису из 2011.‍ |
| ------------------------------------ | ------------------------------------ | ------------------------------------ | ------------------------------------ | ------------------------------------ |
|                                      |                                      |                                      |                                      |                                      |
| Албанци                              | Албанци                              |                                      | 45.915                               | 93,8%                                |
| Бошњаци                              | Бошњаци                              |                                      | 1.178                                | 2,4%                                 |
| Египћани                             | Египћани                             |                                      | 1.100                                | 2,2%                                 |
| Роми                                 | Роми                                 |                                      | 303                                  | 0,6%                                 |
| Укупно: 48.962                       |                                      |                                      |                                      |                                      |

Број становника на пописима:
|             | \| Демографија[23] \| Демографија[23] \| Демографија[23] \| \| Година \| Становника \| Становника \| \| --------------- \| --------------- \| --------------- \| \| 1948. \| 17.277 \| \| \| 1953. \| 21.058 \| \| \| 1961. \| 28.351 \| \| \| 1971. \| 41.853 \| \| \| 1981. \| 54.497 \| \| \| 1991. \| 68.163 \| \| \| 2011. \| 48.962 \| \| |            |
| Демографија | |            |
| Година      | Становника | Становника |
| 1948.       | 17.277 |            |
| 1953.       | 21.058 |            |
| 1961.       | 28.351 |            |
| 1971.       | 41.853 |            |
| 1981.       | 54.497 |            |
| 1991.       | 68.163 |            |
| 2011.       | 48.962 |            |

## Познате личности
- Арсеније IV Јовановић Шакабента, архиепископ пећки и патријарх српски
- Алексије Андрејевић, митрополит ариљски (1737—1739), а потом епископ костајнички (1739—1749)
- Ђорђе Ристић Скопљанче, српски четнички војвода
- Вељко Раденовић, српски полицијски генерал
- Дејан Стојановић, српско-амерички песник, публициста, бизнисмен
- Милутин Шошкић, српски и југословенски фудбалер
- Миодраг Кривокапић, српски глумац
- Богољуб Карић, српски бизнисмен и политичар
- Давид Албахари, српски писац
- Љубиша Баровић, српски глумац